# EVO1/o
EVO1/o – typ jednokierunkowego, dwustronnego, czteroosiowego, w pełni niskopodłogowego tramwaju, zaprojektowanego i wyprodukowanego przez czeskie konsorcjum Aliancí TW Team (Pragoimex, VKV Praha a Krnovské opravny a strojírny). EVO1/o stanowi rozwinięcie konstrukcyjne tramwaju EVO1 na potrzeby Dopravnego podniku města Olomouce, który eksploatuje te tramwaje na linii do Novych Sadów zakończonej torami odstawczymi bez pętli.

## Konstrukcja
Konstrukcja EVO1/o wywodzi się od tramwaju EVO1. Jest to niskopodłogowy tramwaj silnikowy o długości 15 m z dwoma wózkami. Typ EVO1/o jest jednokierunkowy (kabina motorniczego na jednym końcu), ale obustronny, zatem dysponuje łącznie siedmiorgiem drzwi po obu stronach (pierwsze drzwi za kabiną motorniczego jednopłatowe, 4 po jednej stronie, 3 po drugiej). Tramwaj łączy się tyłem z drugim tramwajem tego samego typu do dwukierunkowego składu (podobnie jak w przypadku polskich tramwajów Konstal 111N). Przedział pasażerski mogący pomieścić 158 pasażerów (w tym 30 na miejscach siedzących) jest klimatyzowany i wyposażony w Wi-Fi oraz w gniazda USB.

## Dostawy
| Państwo        | Miasto         | Typ            | Lata dostaw    | Liczba | Numery taborowe | Uwagi |
| -------------- | -------------- | -------------- | -------------- | ------ | --------------- | ----- |
| Czechy         | Ołomuniec      | EVO1/o         | 2018           | 3      | 121–123         | [ 1 ] |
| Łączna liczba: | Łączna liczba: | Łączna liczba: | Łączna liczba: | 3      |                 |       |